# Niall Quinn
Niall John Quinn, MBE (Niall Seán Ó Cuinn, * 6. října 1966 Dublin) je bývalý irský fotbalový útočník a sportovní funkcionář. Svoji výšku 193 cm využíval především jako hlavičkář.

## Klubová kariéra
Začínal v dublinském klubu Manortown United, kromě fotbalu hrál v mládí úspěšně i hurling a galský fotbal. V roce 1983 se stal hráčem londýnského Arsenalu a v roce 1986 poprvé nastoupil v nejvyšší soutěži. V roce 1987 vyhrál s Arsenalem EFL Cup, ale jen zřídka se dostával do základní sestavy a v roce 1990 přestoupil za 800 000 liber do Manchester City FC, kde byl v sezóně 1900/91 vyhlášen nejlepším hráčem klubu. Od roku 1996 hrál za Sunderland AFC, kde vytvořil útočnou dvojici s Kevinem Phillipsem a pomohl týmu k postupu do Premier League v roce 1999. Kariéru ukončil v říjnu 2002, později působil v Sunderlandu jako trenér a v letech 2006 až 2011 byl předsedou klubu. Za zásluhy o anglický ligový fotbal obdržel PFA Merit Award.

## Reprezentační kariéra
V irské reprezentaci debutoval v roce 1986 na turnaji Iceland Triangular Tournament. Zúčastnil se mistrovství Evropy ve fotbale 1988 a mistrovství světa ve fotbale 1990, kde vyrovnávací brankou v utkání proti Nizozemcům rozhodl o postupu Irska ze základní skupiny. O start na mistrovství světa ve fotbale 1994 přišel kvůli zranění. Reprezentační kariéru zakončil na mistrovství světa ve fotbale 2002. Celkově odehrál 92 mezistátních zápasů a vstřelil v nich 21 branek, což byl irský rekord, který později překonal pouze Robbie Keane.

## Mimofotbalové aktivity
Působí jako komentátor pro stanici Sky Sports, vydal knihu Niall Quinn – The Autobiography, která obdržela v roce 2003 cenu British Sports Book Awards. Založil firmu Drumaville Consortium, podnikal také v dostihovém sportu. Jeho manželka Gillian Roe je modelka a herečka, mají dvě dcery. Fanoušci o něm složili píseň „Niall Quinn's Disco Pants“, která bodovala na UK Singles Chart.